# Bande démo
Une bande démo, ou showreel par anglicisme, est le film ou vidéo équivalent du portfolio d'un artiste. Elle est typiquement employée comme un outil pour démontrer la compétence, les efforts réalisés, et l'expérience de l'artiste dans un domaine choisi, tel que le jeu d'acteur, la réalisation, le montage, le son (musique, sound design...), les effets spéciaux, l'animation, ou les jeux vidéo.